# مرغابی پاروزن چوبوت

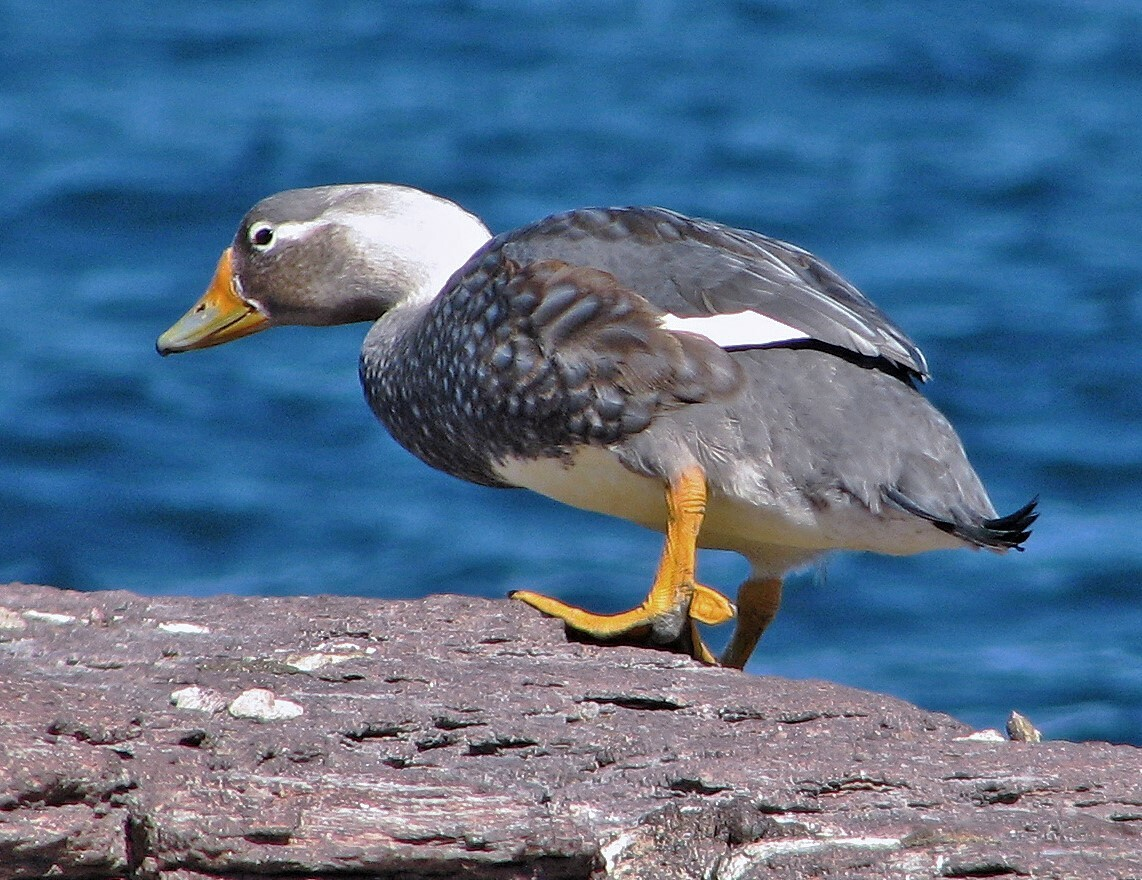
مرغابی پاروزن چوبوت

مرغابی پاروزن چوبوت، مرغابی شناگر چوبوت یا مرغابی شناگر سرسفید بی‌پرواز (Tachyeres leucocephalus) یک اردک بی‌پرواز بومی آرژانتین است.
این جدیدترین گونه شناخته‌شده از مرغابی‌های شناگر است که تنها در سال ۱۹۸۱ توصیف شده‌است. این به این دلیل است که تنها در امتداد یک ساحل نسبتاً کوچک و کم‌جمعیت پیرامون خلیج سان خورخه در جنوب چوبوت و استان‌های شمالی سانتاکروز یافت می‌شود و به این دلیل که مرغابی‌های شناگر به‌طور کلی از نظر پروبال تقریباً مشابه به نظر می‌رسند.